# Igor Zaniolo
Igor Zaniolo (Genova, 12 marzo 1973) è un ex calciatore italiano, di ruolo attaccante.

## Biografia
È sposato con Francesca, da cui ha avuto due figli; il primogenito Nicolò ha intrapreso anch'egli la carriera di calciatore.

## Caratteristiche tecniche
Giocava come centravanti.

## Carriera
Ha militato nelle file dello Spezia per diversi campionati di Serie C, realizzando 34 reti in 104 gare di campionato. Nella stagione 2001-2002 ha debuttato in Serie B il 26 agosto 2001 con il Cosenza, nella gara interna contro il Cittadella (2-1). Deve le sue fortune proprio alla società cosentina e all'allenatore Luigi De Rosa, con cui conquistò una difficile salvezza, realizzando 13 reti in 27 partite.
Sempre in B vestì le maglie della Ternana, della Salernitana, e del Messina di Bortolo Mutti, ottenendo la promozione in Serie A nella stagione 2003-2004.  
Nella serie cadetta ha collezionato complessivamente 120 presenze e 26 reti.
A partire dalla stagione 2005-2006 tornò a giocare in Serie C1 per vestire la casacca del Genoa, con cui ottenne la promozione tra i cadetti. Successivamente ha vestito le maglie di Cisco Roma e Carrarese in Serie C2, mentre nella stagione 2008-2009 ha vestito le maglie di Novese e, in seguito, Lavagnese, in Serie D.
Nel luglio del 2010 si accasò alla Massese, in Eccellenza Toscana, dove segnò 17 reti. La squadra raggiunse il secondo posto nel girone A. Restò nella squadra bianconera anche nella stagione successiva, dove ottenne la promozione in Serie D attraverso i play-off. Ottenuta la promozione in Serie D con la Massese, Zaniolo decise di rimanere in Eccellenza, firmando per i neopromossi spezzini del Real Valdivara.
Il 27 febbraio del 2013, in occasione del match casalingo contro la Sestrese, vista la mancanza dell'allenatore Davide Marselli, divenne per novanta minuti il mister degli spezzini, che persero per 1-2. Il 27 ottobre 2013 si è ritirato dal calcio giocato.

## Palmarès

### Club
- Campionato italiano Serie C2: 1

Spezia: 1999-2000 (girone A)